# Nicomache interstricta
Nicomache interstricta är en ringmaskart som beskrevs av Ehlers 1908. Nicomache interstricta ingår i släktet Nicomache och familjen Maldanidae. Inga underarter finns listade i Catalogue of Life.